# St. Anton (Bauma)

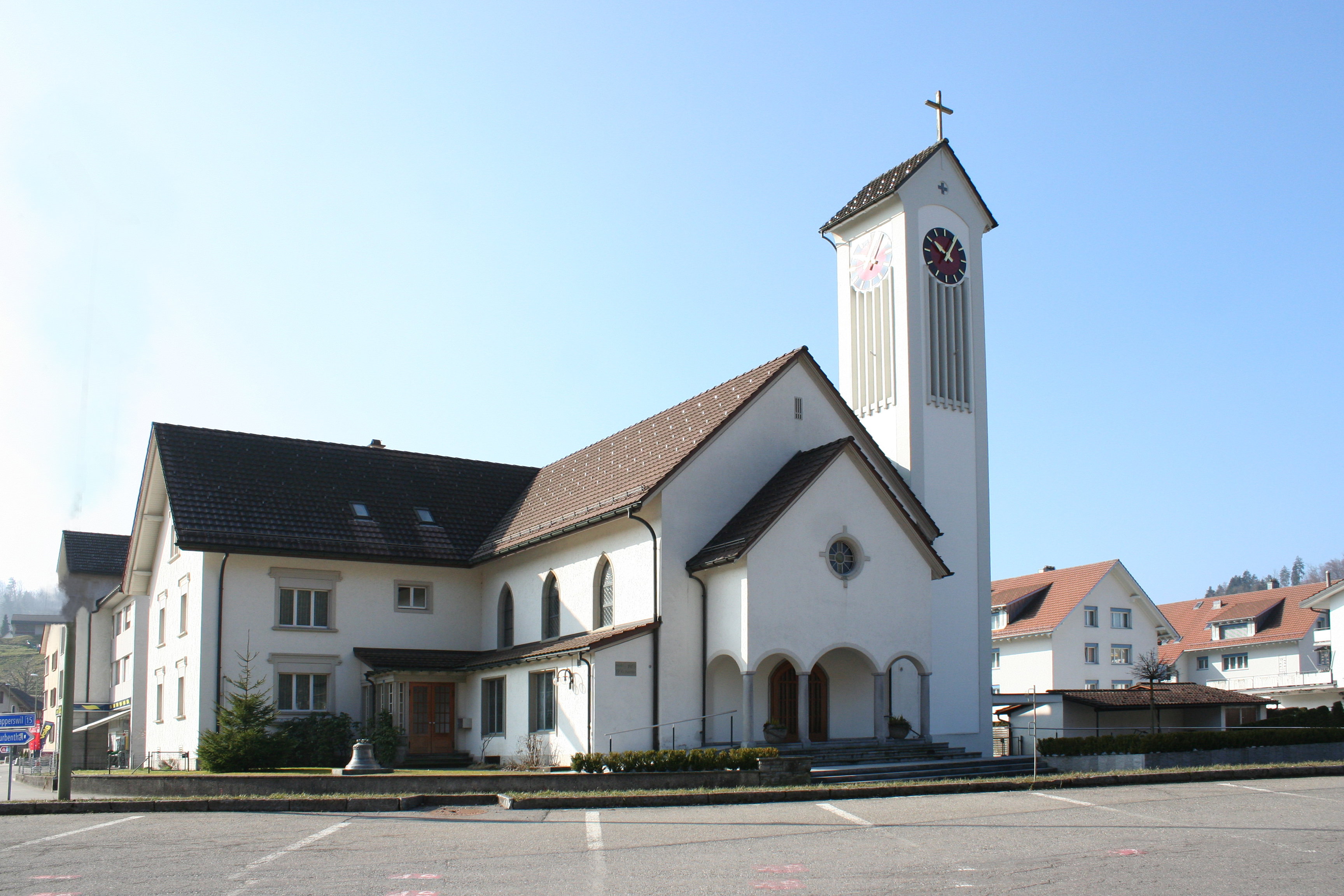
Kirche St. Anton in Bauma

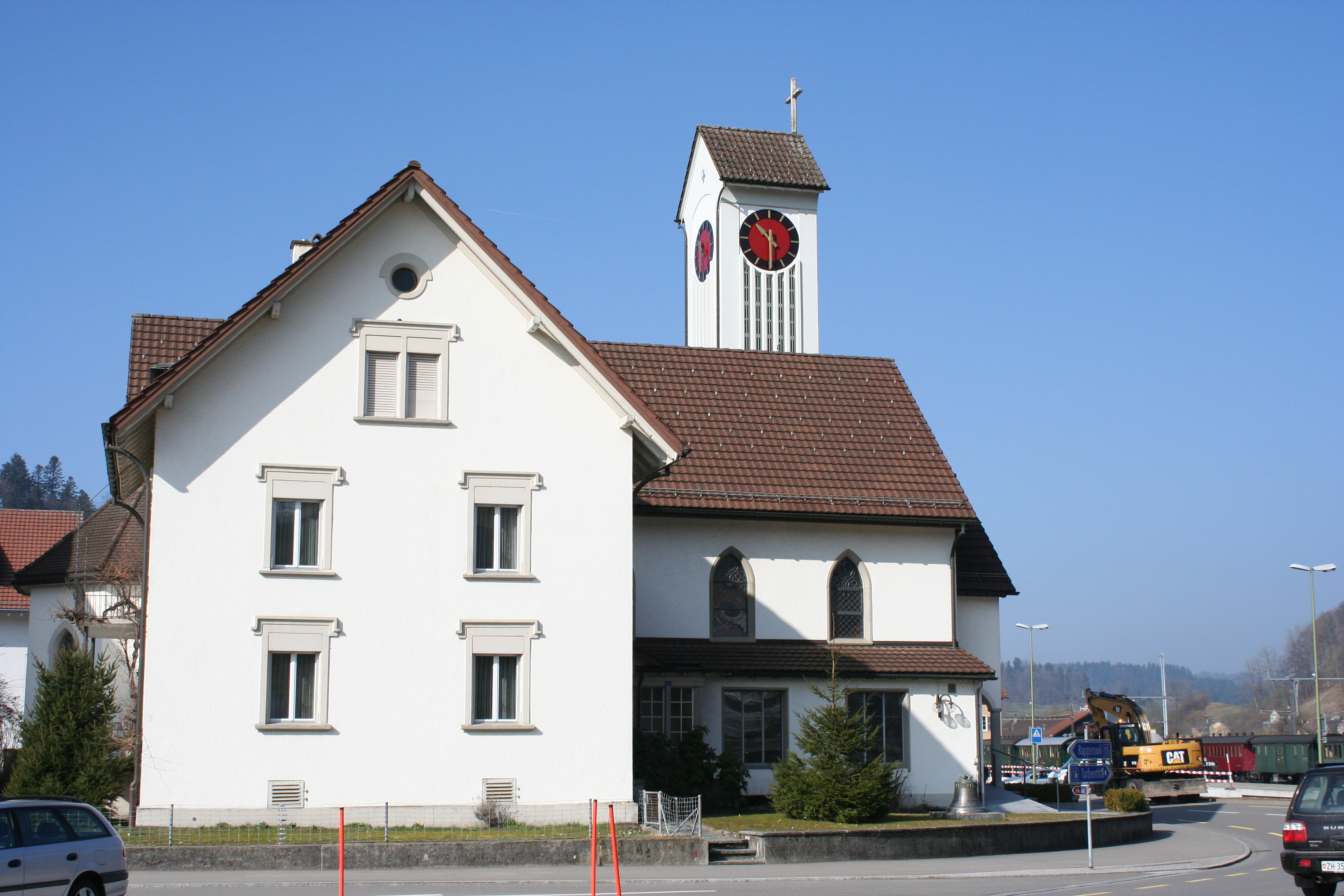
Aussenansicht von Osten

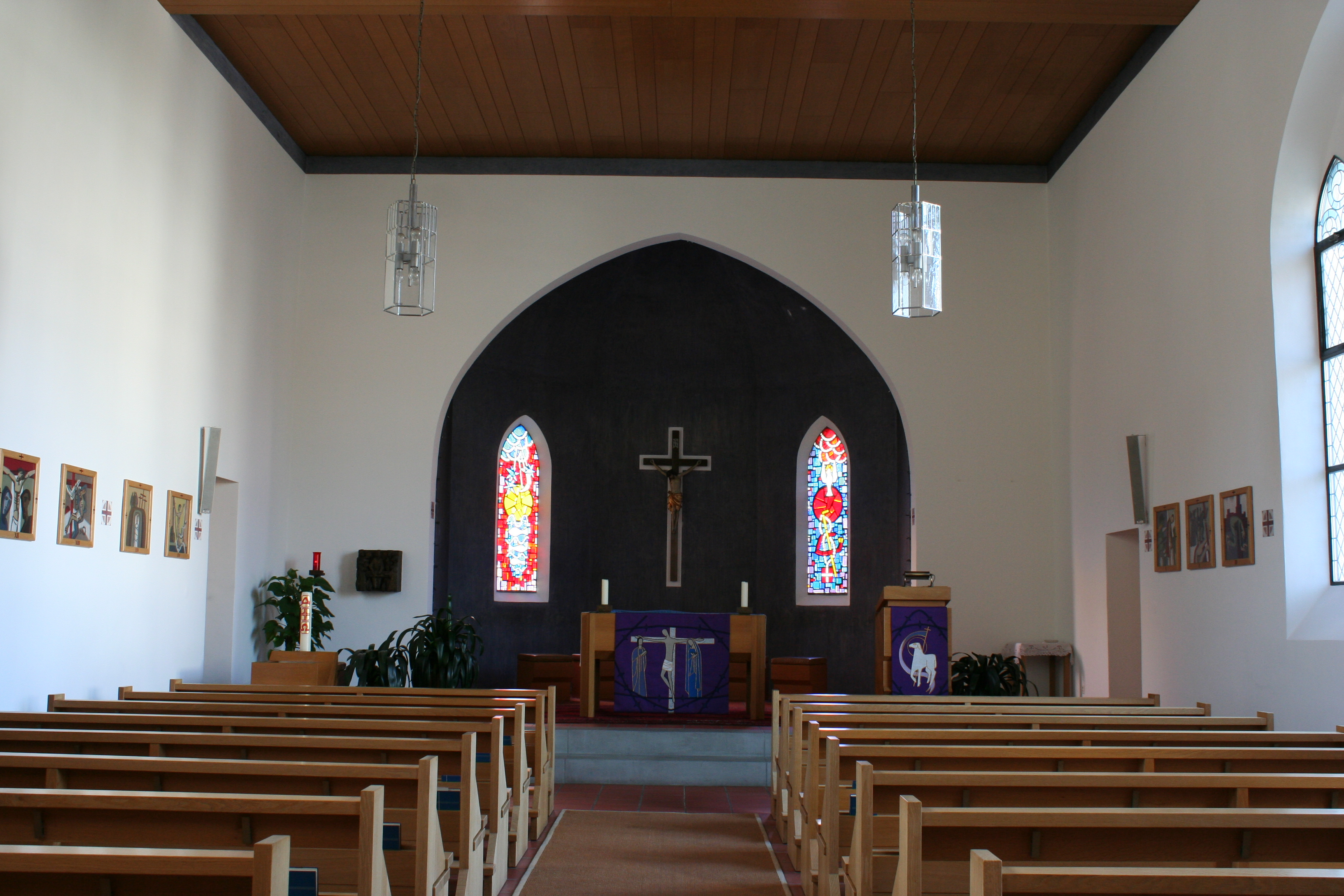
Innenansicht

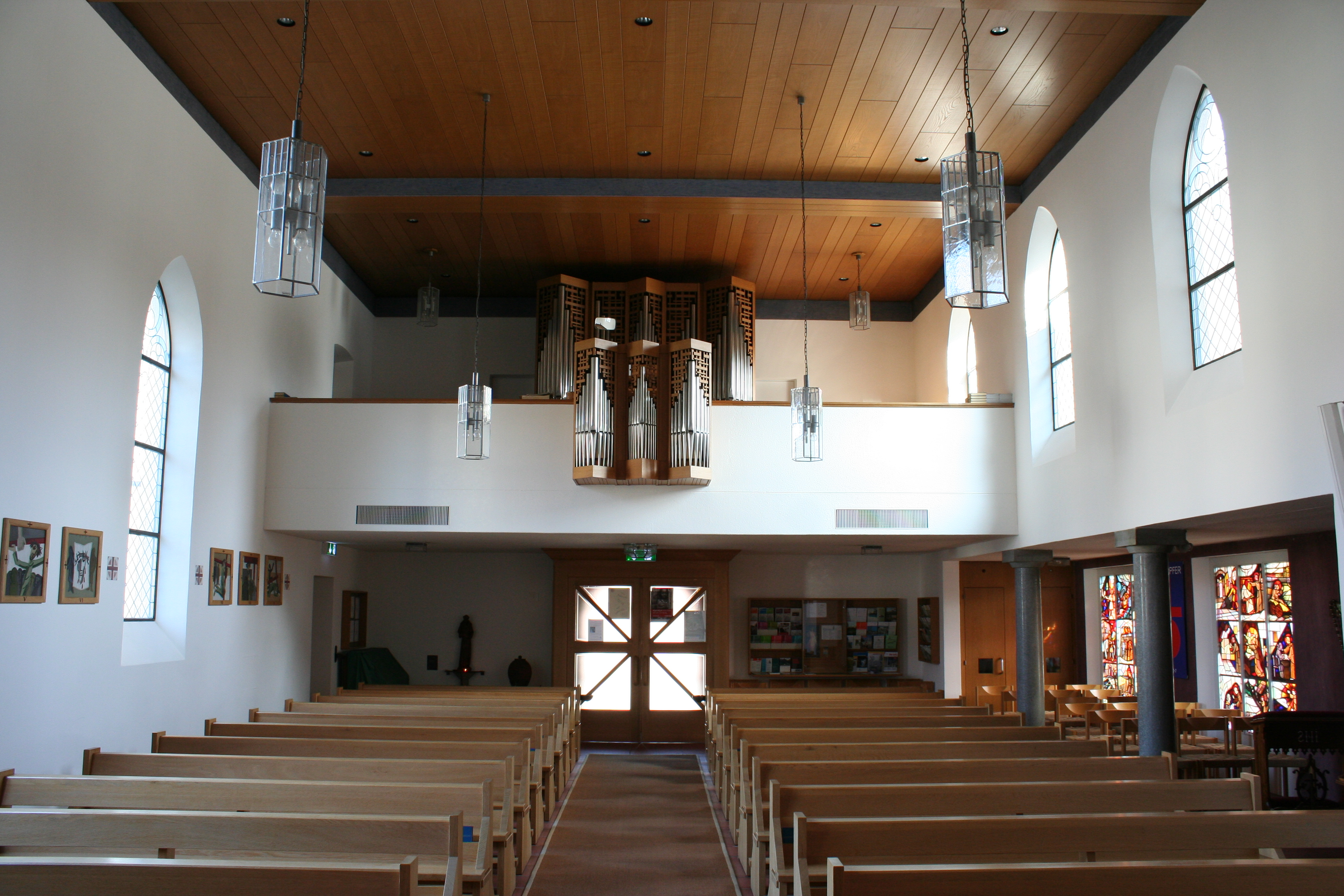
Blick zur Orgelempore

Ansicht um 1906

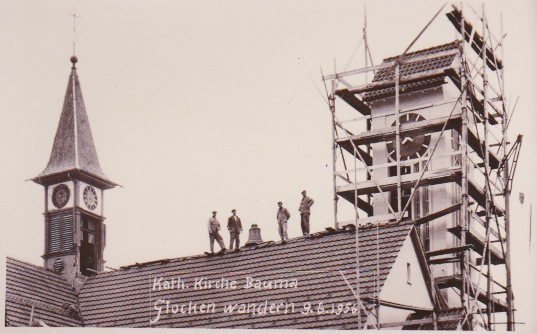
Dachreiter und Glockenturm 1956

Die Kirche St. Anton ist die römisch-katholische Pfarrkirche von Bauma im Zürcher Oberland. Sie befindet sich im Ortszentrum an der Heinrich-Gujer-Strasse. Die dazugehörige Pfarrei ist zuständig für die Orte Bauma und Sternenberg.

## Geschichte

### Vorgeschichte und Namensgebung
Der christliche Glaube kam erstmals durch die Römer in die Region des heutigen Zürcher Oberlandes. Im Römerkastell Irgenhausen am Pfäffikersee ist das Fundament der ersten christlichen Kirche der Region noch heute zu sehen. Nach dem Zusammenbruch des Römischen Reichs kam der christliche Glaube ein zweites Mal durch die Mönche Gallus und Columban in die Ostschweiz. Aus der Klause des hl. Gallus entstand ab dem Jahr 719 das Kloster St. Gallen, das schon 741 in Bäretswil, seit dem 9. Jahrhundert auch in Bauma Grundbesitz besass. Die mittelalterliche Kirche von Bauma wurde im Zuge der Reformation ab dem Jahr 1525 für reformierte Gottesdienste verwendet. Im Jahr 1650 wurde die heutige reformierte Kirche erbaut, welche 1768–1770 erweitert wurde.
Seit der Reformation in Zürich war der katholische Gottesdienst im Kanton Zürich verboten. Erst das Toleranzedikt aus dem Jahr 1807 erlaubte den zugewanderten Katholiken, wieder katholische Gottesdienste zu feiern, vorerst allerdings nur in der Stadt Zürich. Bei der Gründung der modernen Eidgenossenschaft im Jahr 1848 wurde in der Verfassung die Glaubens- und Niederlassungsfreiheit verankert, sodass der Aufbau katholischer Gemeinden im ganzen Kanton Zürich möglich wurde. Im Juni 1866 wurde im Gasthaus Pilgersteg, das zwischen Dürnten und Rüti lag, die erste hl. Messe seit der Reformation im Zürcher Oberland gefeiert. Die Kapuzinerpatres des Klosters Rapperswil hatten sich dem Bistum Chur gegenüber verpflichtet, die Seelsorge im Zürcher Oberland zu übernehmen. Die damals zugewanderten Katholiken waren meist arm und lebten in der ganzen Region verstreut, was den Aufbau einer katholischen Gemeinde erschwerte. Im Jahr 1874 wurde die St.-Margarethen-Kirche in Wald eingeweiht und ab dem Jahr 1882 von Weltpriestern geführt.

### Entstehungs- und Baugeschichte
Der Pfarrer von Wald mietete im Jahr 1891 im Haus Brauerei in Gublen ein Lokal für den Religionsunterricht der Kinder. Hier wurde vereinzelt ab dem Jahr 1892 auch Gottesdienst gefeiert. Im Jahr 1894 erfolgte die Gründung einer Missionsstation im Tösstal, wobei die Lokale für den Religionsunterricht und das Feiern von Gottesdiensten immer wieder wechselten. So wurde im Jahr 1894 im Gasthaus Löwen in Juckern ein Saal für den Gottesdienst und den Religionsunterricht angemietet. Die Anzahl der katholischen Bevölkerung im Tösstal war in dieser Zeit Schwankungen unterworfen, da der Bedarf an Arbeitern beim Bau der Uerikon-Bauma-Bahn, bei zeitlich befristeten öffentlichen Bauvorhaben, aber auch die Beschäftigungslage in der Textilindustrie katholische Gastarbeiter aus Italien und dem Tirol zu- und wieder wegziehen liessen. In Bauma wurde am 26. Mai 1902 ein Grundstück für den Bau einer katholischen Kirche mit angebautem Pfarrhaus gekauft. Es handelte sich mehrheitlich um das aufgefüllte ehemalige Flussbett der Töss, also um Kiesboden. Der Architekt Hermann Siegrist, Winterthur, errichtete die Kirche in den Jahren 1902–1903. Am Eidgenössischen Bettag 1903 wurde in der neu errichteten Kirche St. Antonius erstmals Gottesdienst gefeiert. In den folgenden Jahren kamen die Bänke, die Kanzel und die Kommunionbank, der Taufstein und der Hochaltartisch sowie am Dachreiter eine Turmuhr von Jakob Mäder, Andelfingen, zusammen. Im Jahr 1905 erhielt die Kirche ihren Kreuzweg, welcher von G. Schroff, Waldshut, gestaltet wurde, sowie eine von Spaich, Rapperswil, erbaute Orgel. Im Jahr 1906 wurde der Innenausbau der Kirche mit den Gemälden von Joseph Heimgartner, Altdorf, am Hochaltar und an der Kirchendecke abgeschlossen. Nach 1906 nahm die Zahl der Katholiken im Tösstal aufgrund der Arbeitssituation stark ab, sodass das Weiterbestehen der Pfarrei in Frage stand. Der Bischof von Chur hielt jedoch an der Pfarrei Bauma fest und erweiterte die Grenzen der Pfarrei. Zum Missionsgebiet von Bauma gehörten ab dem Jahr 1909 die politischen Gemeinden Bauma, Bäretswil, Sternenberg, Hittnau, Wila, Fischenthal (bis Oberhof), Hermatswil aus der Gemeinde Pfäffikon, Schalchen und Breite von der Gemeinde Wildberg sowie Ober- und Unterschreizen, Spitzwies, Sitzberg und Hofstetten aus der Gemeinde Turbenthal. Im Jahr 1915 zeigten sich am Pfarrhaus so grosse Schäden, dass ein Einsturz befürchtet wurde. Der schlechte Baugrund, das alte Tössbett, führte auch an der Kirche bald schon zu Rissen, die mangels Finanzen immer nur notdürftig repariert werden konnten. 
1925 erfolgten der Ausbau des Vereinslokals unter der Kirche und der Umbau der Orgel. Während des Zweiten Weltkriegs mussten für die Kriegsinternierten in Bauma, Bäretswil und Fischenthal zusätzliche Gottesdienste gehalten werden, da die Internierten den zugewiesenen Ort auch sonntags nicht verlassen durften. Ein Sakristeianbau und die Sanierung des Pfarreisaales erfolgten 1951. 
Da die Anzahl der Katholiken nach dem Zweiten Weltkrieg anwuchs, begannen 1954 die Vorarbeiten für die Verlängerung der Kirche, welche 1955 abgeschlossen werden konnte. 1956 wurde neben der verlängerten Kirche ein Kirchturm errichtet, in den die Glocken aus dem bisherigen Dachreiter umgesiedelt wurden. Am 1. und 2. Juni 1957 wurde die fertiggestellte Kirche durch Bischof Christian Caminada eingeweiht. Als im Jahr 1963 im Kanton Zürich die katholische Kirche öffentlich-rechtlich anerkannt wurde, erfolgte die Gründung der katholischen Kirchgemeinde Bauma, zu der die vier politischen Gemeinden Bauma, Bäretswil, Fischenthal und Sternenberg gehören. 
Um die Kirche dem Zeitgeschmack und den Vorgaben der Liturgiekonstitution des Zweiten Vatikanischen Konzils anzupassen, wurde sie 1975 umfassend saniert, wobei auch die Gemälde von den Wänden abgetragen wurden. 1977 wurde die neue Orgel eingeweiht. Am 26. August 1990 wurden die neuen Glocken geweiht, die auf das Geläut der reformierten Kirche abgestimmt sind. Im Jahr 1994 erfolgte eine erneute Renovierung der Kirche, wobei die Bänke aufgeteilt wurden, sodass wieder ein Mittelgang entstand. Das Altarkreuz, die neuen Leuchter und die Apostelkreuze unterstrichen den sakralen Charakter des Gotteshauses. 1996 wurde eine der alten Glocken vor der Kirche aufgestellt. Im Jahr 2006 wurde der Kirchturm saniert.
Aus der Pfarrei Bauma ist ab dem Jahr 1943 das Pfarrrektorat Bruder Klaus Bäretswil und ab 1947 das Pfarrvikariat St. Gallus Fischenthal hervorgegangen. Zusammen mit der Pfarrei St. Antonius Bauma gehören sie zur Kirchgemeinde Bauma. Diese ist mit ihren 2'258 Mitgliedern (Stand 2021) eine der kleineren katholischen Kirchgemeinden des Kantons Zürich.

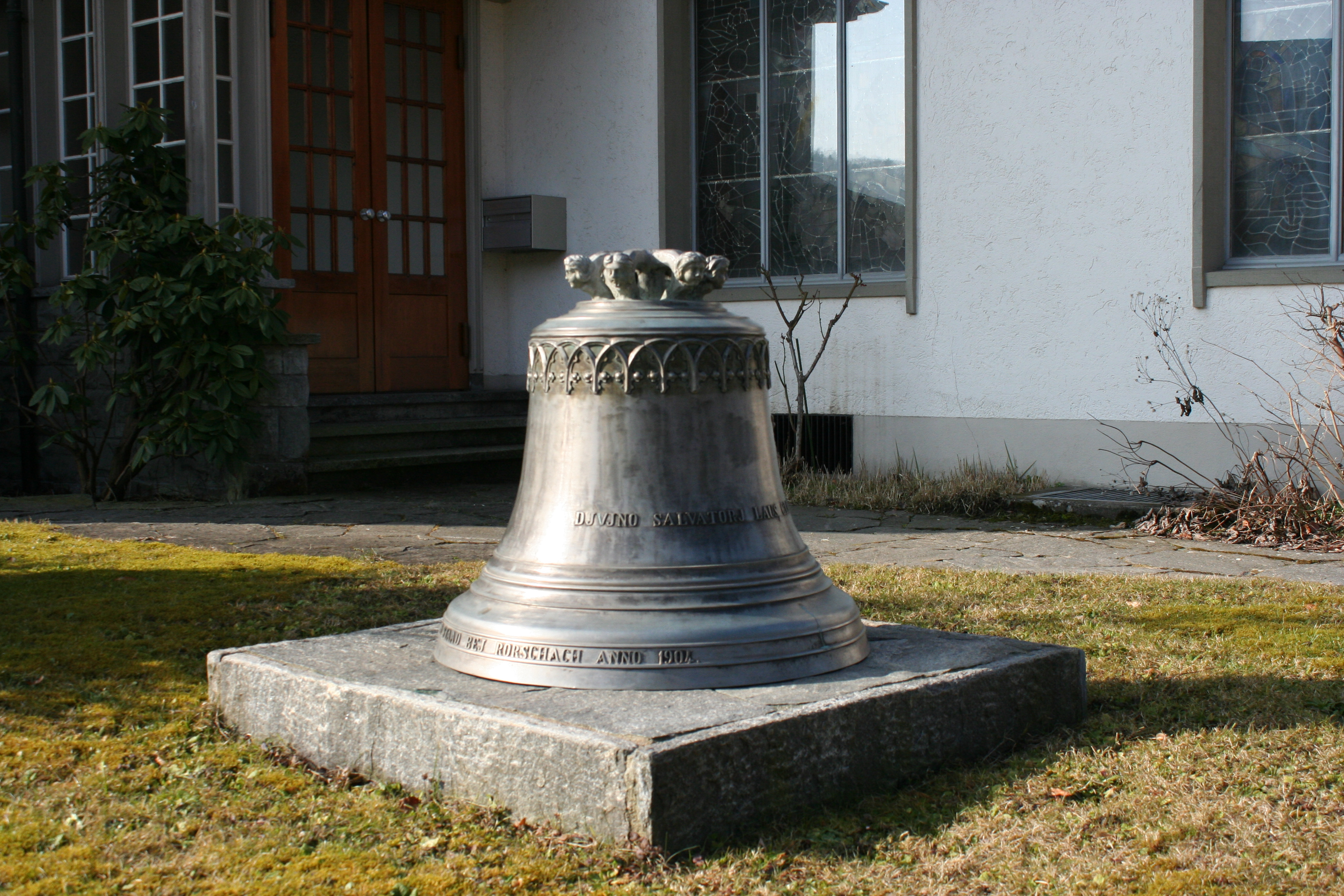
Glocke von 1904
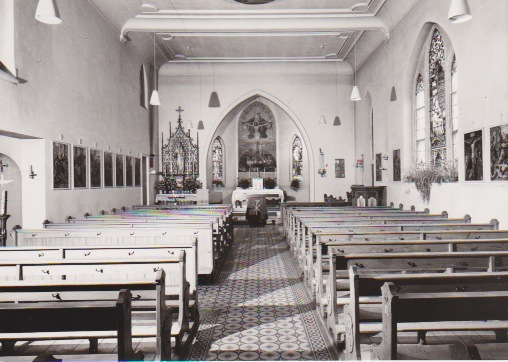
Innenansicht vor 1975
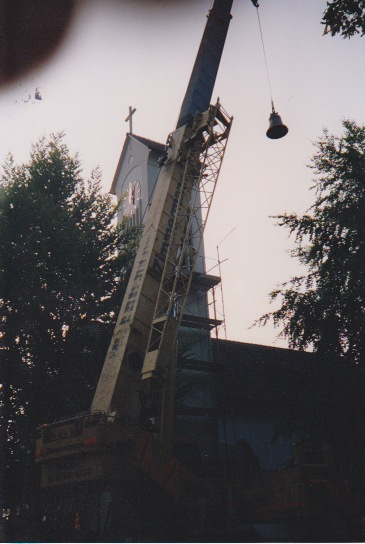
Glockenaufzug 1990
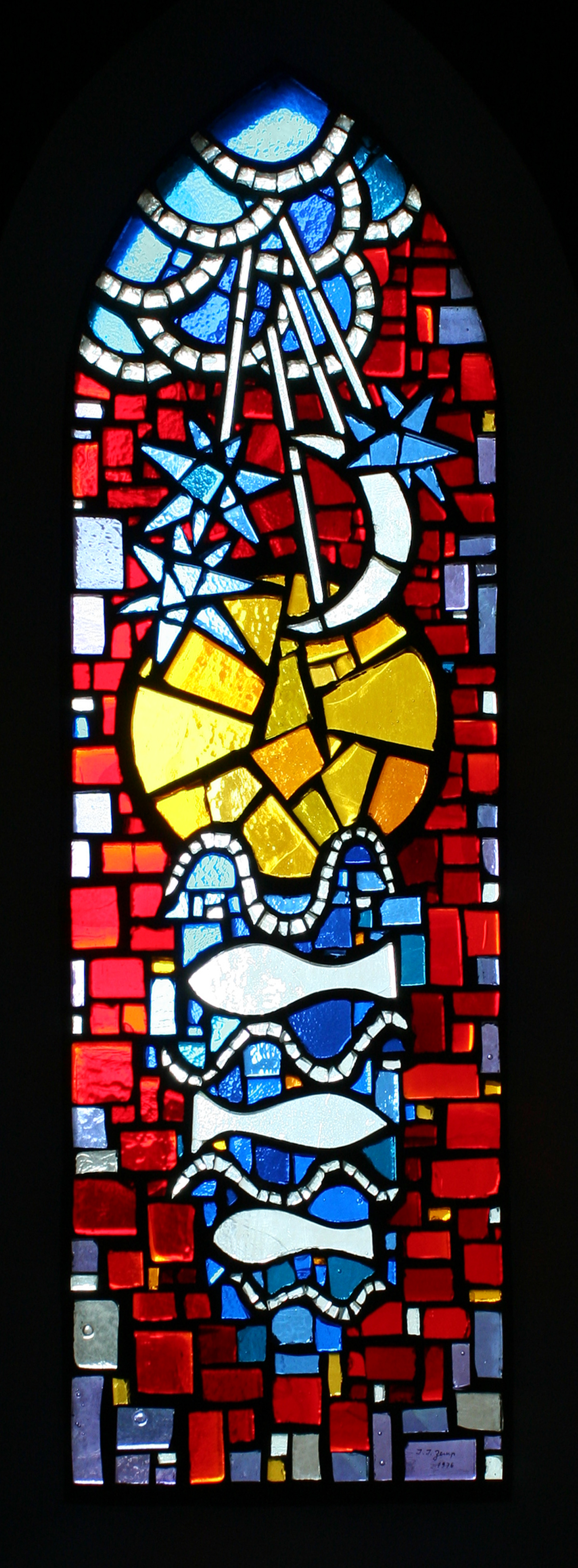
Chorfenster von Johann Jakob Zemp: Schöpfung
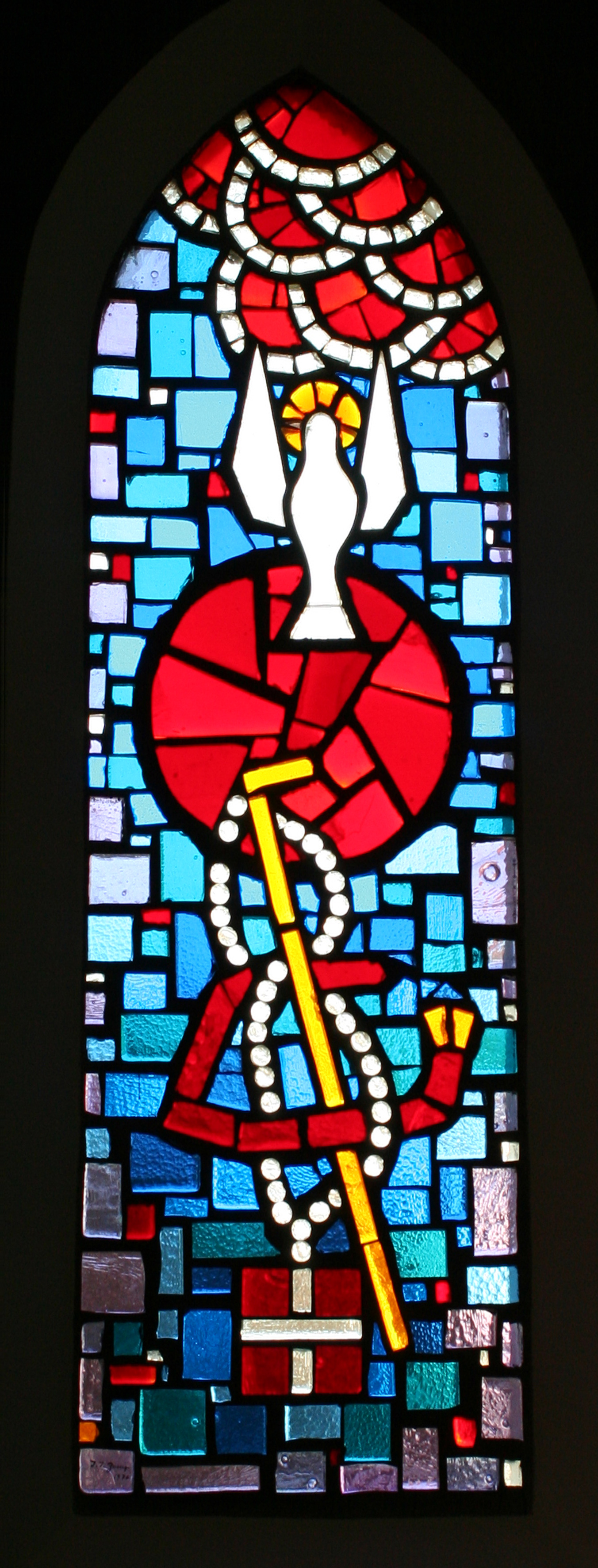
Dreifaltigkeit

## Baubeschreibung

### Kirchturm und Äusseres

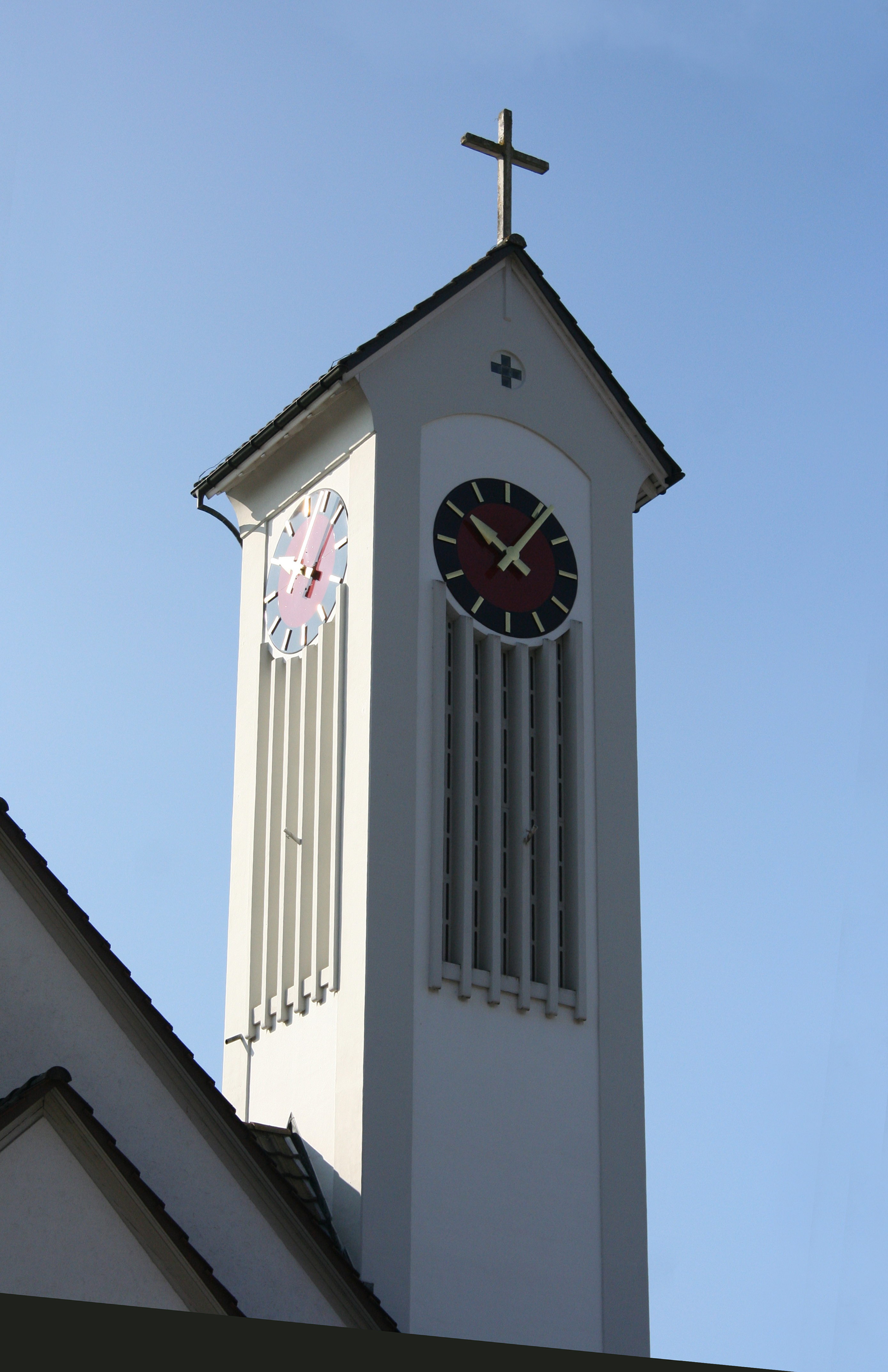
Glockenturm

Die Kirche St. Anton befindet sich in Bauma an der Heinrich-Gujer-Strasse in unmittelbarer Nähe des Bahnhofs im Zentrum des Ortes. Die Kirche aus dem Jahr 1903 wurde im Jahr 1954–1955 angebaut und besitzt seit 1956 einen Kirchturm, der ein vierstimmiges Geläut birgt. Im rechten Winkel an die Kirche angebaut ist das Pfarrhaus, in dem sich die Räumlichkeiten und Büros der Pfarrei befinden.
Im Jahr 1904 erhielt die katholische Kirche von Bauma ein dreistimmiges Geläut, welches von der Glockengiesserei Egger in Staad stammte. Diese Glocken hingen zunächst im Dachreiter der Kirche und ab 1956 im neu errichteten Kirchturm. Im Jahr 1990 wurden diese drei Glocken durch ein neues Geläut ersetzt. Drei der neuen Glocken wurden bereits im Jahr 1899 von der Glockengiesserei H. Rüetschi, Aarau, gegossen und läuteten im Turm der katholischen Kirche St. Pankratius Hitzkirch bis 1990 als Teil eines grösseren Geläuts. Im Jahr 1990 wurden diese drei Glocken nach Bauma verbracht und durch eine ebenfalls von H. Rüetschi im Jahr 1990 neu gegossene vierte Glocke ergänzt. Diese vierte Glocke hat den Schlagton as.
| Nummer | Ton  | Durchmesser | Gewicht | Jahr |
| ------ | ---- | ----------- | ------- | ---- |
| 1      | ges1 | 1130 mm     | 847 kg  | 1899 |
| 2      | as1  | 970 mm      | 528 kg  | 1990 |
| 3      | b1   | 890 mm      | 433 kg  | 1899 |
| 4      | des2 | 760 mm      | 255 kg  | 1899 |

### Innenraum und künstlerische Ausstattung
Die erste Innenausstattung wurde nach dem Bau der Kirche schrittweise ergänzt, da es an Geld mangelte. Im Jahr 1906 konnte diese erste Ausgestaltung der Kirche mit den Gemälden der Hl. Dreifaltigkeit am Hochaltar und dem Deckengemälde mit dem Abendmahl von Kunstmaler Josef Heimgartner aus Altdorf abgeschlossen werden. Nach dem Zweiten Vatikanum wurde ein einfacher Holzaltar vor dem Hochaltar aufgestellt. Bei der Sanierung der Kirche im Jahr 1975 wurde der Innenraum neu gestaltet. Die Kirche erhielt zwei neue Chorfenster des Künstlers Johann Jakob Zemp. Volksaltar, Ambo, Tabernakel und Taufstein wurden der Liturgiereform entsprechend aufeinander ausgerichtet und bilden eine Einheit. Im Anbau von 1935 befinden sich Glasfenster von Jakob Häne, welche im Jahr 1958 eingebaut wurden und Szenen aus dem Leben des Patrons der Kirche, des hl. Antonius von Padua, darstellen.

### Orgel

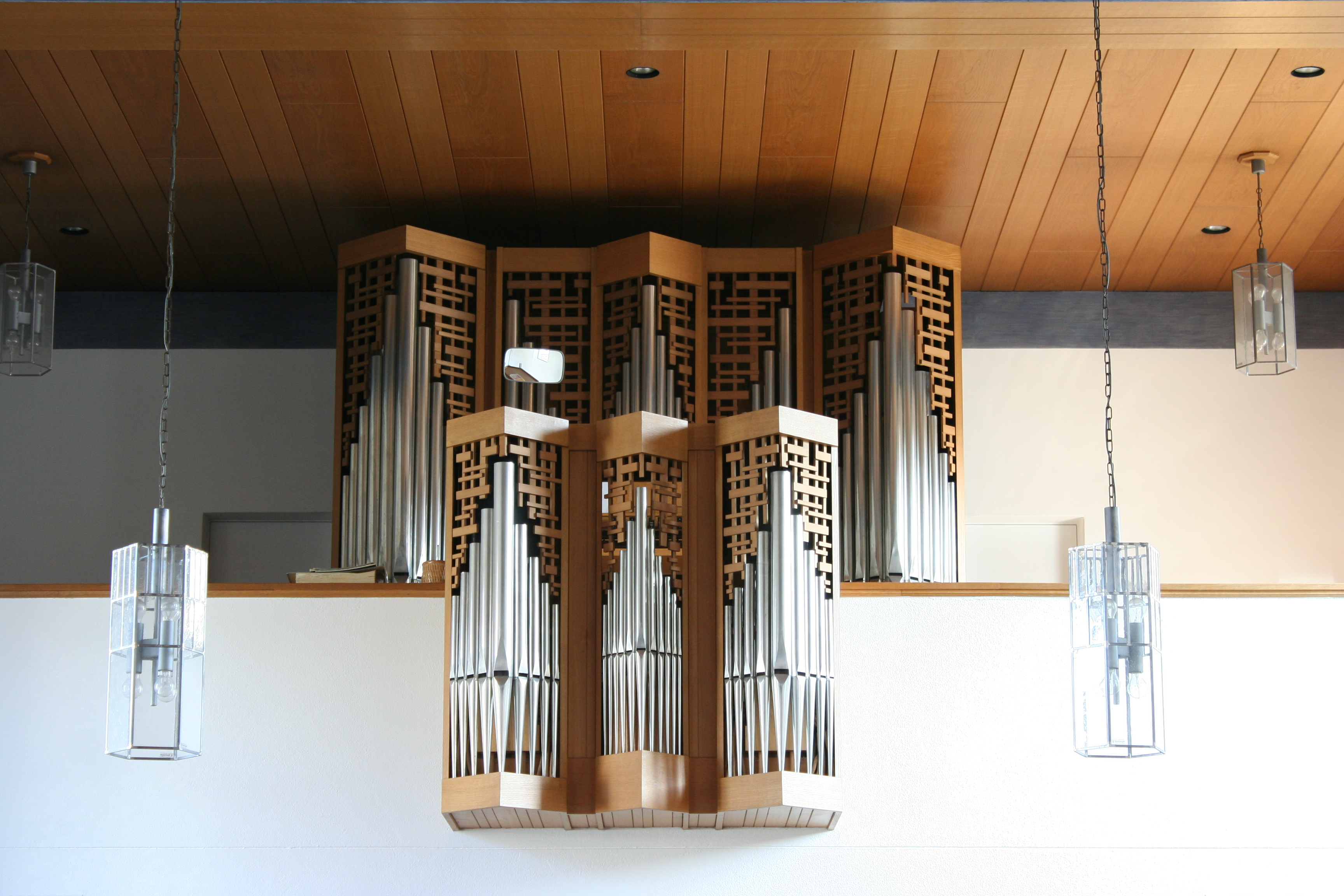
Späth-Orgel von 1977

Die erste Orgel der Kirche stammte von der Firma Spaich, Rapperswil. Dieses Instrument wurde im Jahr 1925 umgebaut. Am 27. November 1977 wurde die heutige, von der Firma Späth erbaute Orgel eingeweiht. Die Spiel- und Registertraktur des Schleifladen-Instruments ist rein mechanisch. Das Gehäuse ist aus Eiche, massiv. Siegfried Hildenbrand, Domorganist in St. Gallen, nahm die Projektberatung vor, die Intonation erfolgte durch Martin Pflüger.
| I Positiv C–g3 |             |
| Holzgedeckt    | 8′          |
| Rohrflöte      | 4′          |
| Superoktave    | 2′          |
| Hörnli II      | 1 3⁄5′ + 1′ |
| Scharf III     | 1⁄2′        |

| II Hauptwerk C–g3 |       |
| Geigenprinzipal   | 8′    |
| Trichtergedeckt   | 8′    |
| Oktave            | 4′    |
| Spitzflöte        | 4′    |
| Flachflöte        | 2′    |
| Mixtur III–IV     | 1 ⁄3′ |

| Pedal C–f1 |     |
| Untersatz  | 16′ |
| Flötbass   | 8′  |
| Rohrpommer | 4′  |

- Koppel: II/I, I/P, II/P